# Lazenay
Lazenay település Franciaországban, Cher megyében. Lakosainak száma 282 fő (2022. január 1.). Lazenay Cerbois, Chéry, Limeux, Lury-sur-Arnon, Plou, Poisieux, Diou, Migny és Reuilly községekkel határos.

## Népesség
A település népessége az elmúlt években az alábbi módon változott:
| Lakosok száma | 413  | 300  | 326  | 352  | 350  | 345  | 342  | 312  | 297  | 282  |
|               | 1968 | 1982 | 1990 | 2006 | 2013 | 2015 | 2017 | 2019 | 2020 | 2022 |